# Landessportler des Jahres (Hessen)
Die Wahl zu Hessens Sportler des Jahres wurde vom Landessportbund Hessen organisiert. Sie wurde von einer Jury aus Chefredakteuren und Sportressortleitern hessischer Medien durchgeführt. Seit 2020 gab es zusätzlich eine Online-Umfrage der Hessenschau, die zu 50 % in das Ergebnis einfloss. Die Ehrung fand im Herbst im Rahmen einer Olympischen Ballnacht im  Kurhaus Wiesbaden statt. Das Preisgeld betrug pro Kategorie 1000 Euro bzw. 500 Euro bei den Newcomern. Die letzte Wahl fand 2021 statt.
Fabian Hambüchen gewann die Auszeichnung bei den Männern sechs Mal, Betty Heidler bei den Frauen fünf Mal, der RSV Lahn-Dill bei den Mannschaften vier Mal.

## Preisträger
| Jahr | Sportler                  | Sportlerin                                       | Mannschaft                                              | Behindertensportler                                                                                       | Newcomer                            | Trainer                        |
| ---- | ------------------------- | ------------------------------------------------ | ------------------------------------------------------- | --- | ----------------------------------- | ------------------------------ |
| 2021 | Eduard Trippel Judo       | Sarah Köhler Schwimmen                           | RSV Lahn-Dill Rollstuhlbasketball                       | Felix Streng (Männer) Sprint Natascha Hiltrop / Svenja Mayer (Frauen) Sportschießen / Rollstuhlbasketball | Jule Behrens Triathlon              | Jörg Roßkopf Tischtennis       |
| 2020 | Stephan Leyhe Skispringen | Kim Kalicki Bobsport                             | Noemi Ristau/Paula Brenzel Ski Alpin (Parasport)        | Natascha Hiltrop Sportschießen                                                                            | Oliver Koletzko Weitsprung          | Tim Restle Bobsport            |
| 2019 | Stephan Leyhe Skispringen | Sarah Köhler Schwimmen                           | Vierer ohne Steuermann, Junioren Rudern                 | Natascha Hiltrop Sportschießen                                                                            | Marc Weber Rudern                   | Adi Hütter Fußball             |
| 2018 | Patrick Lange Triathlon   | Carolin Schäfer Siebenkampf                      | Eintracht Frankfurt Fußball                             | Noemi Ristau Ski Alpin                                                                                    | Eduard Trippel Judo                 | Jürgen Sammert Leichtathletik  |
| 2017 | Alexander Wieczerzak Judo | Carolin Schäfer Siebenkampf                      | United Volleys Frankfurt, Männer Volleyball             | Noemi Ristau Ski Alpin                                                                                    | Kim Kalicki Bobsport                | Jürgen Sammert Leichtathletik  |
| 2016 | Fabian Hambüchen Turnen   | Dorothee Schneider Dressurreiten                 | Frauen-Fußballnationalmannschaft (5 Mitglieder) Fußball | Natascha Hiltrop Sportschießen                                                                            | Lisa Mayer Sprint                   | Wolfgang Hambüchen Turnen      |
| 2015 | Marco Koch Schwimmen      | Gesa Felicitas Krause Hindernislauf              | SV Darmstadt 98 Fußball                                 | Thomas Brüchle Tischtennis                                                                                | Peter Bitsch Fechten                | Wolfgang Heinig Leichtathletik |
| 2014 | Marco Koch Schwimmen      | Carolin Schäfer Siebenkampf                      | 1. FFC Frankfurt Fußball                                | Natascha Hiltrop Sportschießen                                                                            | Alexander Kunert Schwimmen          | Alexander Kreisel Schwimmen    |
| 2013 | Marco Koch Schwimmen      | Gesa Felicitas Krause Hindernislauf              | Eintracht Frankfurt Fußball                             | Gesche Schünemann Ski Alpin                                                                               | Patrick Franziska Tischtennis       | Wolfgang Heinig Leichtathletik |
| 2012 | Fabian Hambüchen Turnen   | Betty Heidler Hammerwurf                         | RSV Lahn-Dill Rollstuhlbasketball                       | Frauen-Rollstuhlnationalmannschaft (6 Mitglieder) Rollstuhlbasketball                                     | Gesa Felicitas Krause Hindernislauf | Jörg Roßkopf Tischtennis       |
| 2011 | Yannick Lebherz Schwimmen | Betty Heidler Hammerwurf                         | RSV Lahn-Dill Rollstuhlbasketball                       | Daniel Simon Schwimmen                                                                                    | Gesa Felicitas Krause Hindernislauf | Michael Deyhle Leichtathletik  |
| 2010 | Fabian Hambüchen Turnen   | Betty Heidler Hammerwurf                         | VC Wiesbaden Volleyball                                 | Daniel Simon Schwimmen                                                                                    | Patrick Franziska Tischtennis       | Helmut Hampl Tischtennis       |
| 2009 | Jack Culcay-Keth Boxen    | Ariane Friedrich Hochsprung                      | RSV Lahn-Dill Rollstuhlbasketball                       | ? | Carolin Schäfer Siebenkampf         | Jörg Graf Leichtathletik       |
| 2008 | Fabian Hambüchen Turnen   | ?                                                | 1. FFC Frankfurt Fußball                                | ? | ?                                   | ?                              |
| 2007 | ?                         | Betty Heidler Hammerwurf                         | ?                                                       | ? | ?                                   | ?                              |
| 2006 | ?                         | Betty Heidler Hammerwurf                         | ?                                                       | ? | ?                                   | ?                              |
| 2005 | Fabian Hambüchen Turnen   | ?                                                | ?                                                       | ? | ?                                   | ?                              |
| 2004 | Fabian Hambüchen Turnen   | Mandy Haase, Denise Klecker, Silke Müller Hockey | Opel Skyliners Basketball                               | Dieter Meyer Tischtennis                                                                                  | Sebastian Dehmer Triathlon          | ?                              |
| 2003 | ?                         | ?                                                | ?                                                       | ? | Fabian Hambüchen Turnen             | ?                              |
| 2002 | ?                         | ?                                                | ?                                                       | ? | ?                                   | ?                              |